# 山本幸治 (プロデューサー)
山本 幸治（やまもと こうじ、1975年 - ）は、日本のアニメーションを中心としたコンテンツプロデューサー。株式会社ツインエンジン・ジェノスタジオ・EOTA代表取締役。愛知県出身。愛称は「ヤマコー」。

## 人物
元々はフジテレビの著作権部に所属していたが、「アニメをやりたい」という思いから、オリジナル企画案を提案するなど、局の上層部とやり取りを行っていたという。
フジテレビ系列で放送されたテレビアニメ『レジェンズ 甦る竜王伝説』でアシスタントを担当した後、2005年に同局にて放送を開始した深夜アニメ枠『ノイタミナ』に設立当初から関わり、後にチーフプロデューサーに就任（“ 編集長 ”という肩書で紹介されることも多い）。フジテレビ社員の立場からほぼ10年間ノイタミナに関わった。
局内におけるアニメ部門の地位の低さや、無料広告放送というビジネスモデル依存体質などに対する限界を感じ、2014年9月にフジテレビを退職。同年10月にコンテンツ企画会社「ツインエンジン」を設立し、代表取締役に就任した。
起業後はアニメーション映画『台風のノルダ』の企画制作のほか、ノイタミナの映画ブランド「ノイタミナムービー」作品（『虐殺器官』・『ハーモニー』など）に関わる。
『虐殺器官』では制作会社（マングローブ）の経営破綻を受けて、自らの手でツインエンジン完全子会社となるアニメ制作会社「ジェノスタジオ」を設立。

## 主な主張
山本曰く、「フジテレビが（アニメに積極的なテレビ局として知られる）毎日放送と異なる点として、製作委員会の幹事として動いている点」を挙げている。
また『ノイタミナ』枠を1時間に拡大するきっかけとして、それ以前に同じく深夜アニメ枠として存在していた『NOISE』が、放送時間帯の深さ故に「より多くの人に観てもらいたい思いが叶えられ辛かった」点を挙げている。
更に山本は「安くはないスポンサー料を払って頂いてフジテレビで深夜アニメを放送するからには、局内やスポンサーなどに対してもある程度一般性を確保する必要がある」と説き、「DVDの販売促進だけで考えるならば独立局で放送した方が効率的」という持論を展開している。

## 担当作品

### テレビアニメ
2005年
- ハチミツとクローバー（4月 - 9月、製作担当）※ノイタミナ作品
- Paradise Kiss（10月 - 12月、プロデューサー）※ノイタミナ作品

2006年
- 獣王星（4月 - 6月、プロデューサー）※ノイタミナ作品
- ハチミツとクローバーII（6月 - 9月、プロデューサー）※ノイタミナ作品
- 働きマン（10月 - 12月、プロデューサー）※ノイタミナ作品
- バーテンダー（10月 - 12月、プロデューサー）※『DO!深夜アニメ劇場』作品

2007年
- のだめカンタービレ（1月 - 6月、プロデューサー）※ノイタミナ作品
- 月面兎兵器ミーナ（1月 - 6月、プロデューサー）※『DO!深夜アニメ劇場』作品
- レ・ミゼラブル 少女コゼット（1月 - 12月、プロデューサー）
- THE SKULLMAN（4月 - 7月、プロデューサー）※『DO!深夜アニメ劇場』作品
- もやしもん（10月11日 - 12月、プロデューサー）※ノイタミナ作品
- しおんの王（10月 - 2008年3月、プロデューサー）※『DO!深夜アニメ劇場』作品

2008年
- 二十面相の娘（4月 - 9月、プロデューサー）※『DO!深夜アニメ劇場』作品
- のだめカンタービレ 巴里編（10月 - 12月、プロデューサー）※ノイタミナ作品
- ミチコとハッチン（10月 - 2009年3月、プロデューサー）※『NOISE』枠作品

2009年
- 源氏物語千年紀 Genji（1月 - 3月、プロデューサー）※ノイタミナ作品
- 東のエデン（4月 - 6月、プロデューサー）※ノイタミナ作品
- リストランテ・パラディーゾ（4月 - 6月、プロデューサー）※『NOISE』枠作品
- 青い花 Sweet Blue Flowers（7月 - 9月、プロデューサー）※『NOISE』枠作品
- 空中ブランコ（10月 - 12月、プロデューサー）※ノイタミナ作品

2010年
- のだめカンタービレ フィナーレ（1月 - 3月、プロデューサー）※ノイタミナ作品
- 刀語（1月 - 12月、チーフプロデューサー）
- 四畳半神話大系（4月 - 6月、チーフプロデューサー）※ノイタミナ作品
- さらい屋 五葉（4月 - 6月、チーフプロデューサー）※ノイタミナ作品
- 屍鬼（7月 - 12月、チーフプロデューサー）※ノイタミナ作品
- 海月姫（10月 - 12月、チーフプロデューサー）※ノイタミナ作品

2011年
- フラクタル（1月 - 3月、チーフプロデューサー）※ノイタミナ作品
- 放浪息子（1月 - 3月、チーフプロデューサー）※ノイタミナ作品
- C（4月 - 6月、チーフプロデューサー）※ノイタミナ作品
- あの日見た花の名前を僕達はまだ知らない。（4月 - 6月、チーフプロデューサー）※ノイタミナ作品
- うさぎドロップ（7月 - 9月、チーフプロデューサー）※ノイタミナ作品
- NO.6（7月 - 9月、チーフプロデューサー）※ノイタミナ作品
- UN-GO（10月 - 12月、チーフプロデューサー）※ノイタミナ作品
- ギルティクラウン（10月 - 2012年3月、チーフプロデューサー）※ノイタミナ作品

2012年
- テルマエ・ロマエ（1月、チーフプロデューサー）※ノイタミナ作品
- ブラック★ロックシューター（2月 - 3月、チーフプロデューサー）※ノイタミナ作品
- 坂道のアポロン（4月 - 6月、チーフプロデューサー）※ノイタミナ作品
- つり球（4月 - 6月、チーフプロデューサー）※ノイタミナ作品
- 夏雪ランデブー（7月 - 9月、チーフプロデューサー）※ノイタミナ作品
- PSYCHO-PASS サイコパス（10月 - 2013年3月、チーフプロデューサー）※ノイタミナ作品
- Robotics;Notes（10月 - 2013年3月、チーフプロデューサー）※ノイタミナ作品

2013年
- 刀語（ノイタミナ版）（4月 - 6月、チーフプロデューサー）※ノイタミナ作品
- 銀の匙 Silver Spoon（前半クール）（7月 - 9月、チーフプロデューサー）※ノイタミナ作品
- ガリレイドンナ（10月 - 12月、チーフプロデューサー）※ノイタミナ作品
- サムライフラメンコ（10月 - 2014年3月、チーフプロデューサー）※ノイタミナ作品

2014年
- 銀の匙 Silver Spoon（後半クール）（1月 - 3月、チーフプロデューサー）※ノイタミナ作品
- ピンポン THE ANIMATION（4月 - 6月、チーフプロデューサー）※ノイタミナ作品
- 龍ヶ嬢七々々の埋蔵金（4月 - 6月、チーフプロデューサー）※ノイタミナ作品
- 残響のテロル（7月 - 9月、チーフプロデューサー）※ノイタミナ作品
- PSYCHO-PASS サイコパス 新編集版（7月 - 9月、チーフプロデューサー）※ノイタミナ作品
- PSYCHO-PASS サイコパス 2（10月 - 12月、チーフプロデューサー）※ノイタミナ作品

2016年
- 甲鉄城のカバネリ（4月 - 6月、チーフプロデューサー）※ノイタミナ作品

2017年
- DIVE!!（7月 - 9月、チーフプロデューサー）※ノイタミナ作品

2018年
- 刻刻 (1月 - 3月、 企画)
- ゴールデンカムイ (4月 - 12月、企画)
- からくりサーカス (10月 - 2019年6月、企画)

2019年
- どろろ (1月 - 6月、企画・プロデュース)
- ヴィンランド・サガ (7月 - 12月、企画)
- バビロン (10月 - 2020年1月、企画・プロデュース)

2020年
- pet (1月 - 3月、企画プロデュース)

2021年
- アイ★チュウ（1月 - 3月、チーフプロデューサー)

### 劇場アニメ
2009年
- 東のエデン 劇場版I The King of Eden（2009年11月28日公開、プロデューサー）

2010年
- 東のエデン 劇場版II Paradise Lost（3月13日公開、プロデューサー）

2011年
- UN-GO episode:0 因果論（11月19日公開、チーフプロデューサー）

2013年
- 劇場版 あの日見た花の名前を僕達はまだ知らない。（8月31日公開、チーフプロデューサー）

2015年
- 劇場版 PSYCHO-PASS サイコパス（1月9日公開、チーフプロデューサー）※ノイタミナムービー作品
- 台風のノルダ（6月5日公開、チーフプロデューサー）※ノイタミナムービー作品
- 屍者の帝国（10月2日公開、脚本・チーフプロデューサー）※ノイタミナムービー作品
- ハーモニー（11月13日公開、脚本・チーフプロデューサー）※ノイタミナムービー作品

2016年
- 甲鉄城のカバネリ 総集編 前編 集う光（12月31日、チーフプロデューサー）※ノイタミナムービー作品

2017年
- 甲鉄城のカバネリ 総集編 後編 燃える命（1月7日、チーフプロデューサー）※ノイタミナムービー作品
- 虐殺器官（2月3日公開、チーフプロデューサー）※ノイタミナムービー作品
- 夜は短し歩けよ乙女（4月7日公開、チーフプロデューサー）※ノイタミナムービー作品
- 夜明け告げるルーのうた（5月19日公開、チーフプロデューサー）※ノイタミナムービー作品

2022年
- 雨を告げる漂流団地（9月16日公開、企画プロデュース）
- 劇場版モノノ怪 唐傘（7月26日公開、企画プロデュース）

### Webアニメ
2021年
- 夜の国（企画）
- ヒーローになりたいヤンチャム（企画協力）
- ユメノツボミ（企画協力）
- まっててね!コイキング（企画協力）

### テレビドラマ
2002年
- ナースのお仕事3（7月 - 9月、演出補）

2010年
- もやしもん（7月 - 9月、チーフプロデューサー）※ノイタミナ作品

## 関連人物
- 別所孝治
- 清水賢治
- 松崎容子（元・編成部）
- 高瀬敦也（編成部。山本と同期）